# 石水渠街
石水渠街是位於香港港島灣仔區的街道，分為南北兩段，北段與灣仔道和太原街平行，連接莊士敦道與交加街。南段由皇后大道東開始，街道南端盡頭為石水渠街花園及在隆安街的灣仔北帝廟，經花園之上的樓梯可步行至堅尼地道。南北兩段被尚翹峰分為兩段互不相通路段。由於街的北段沿道小販眾多，不能行車，尤其是救火用的消防車。

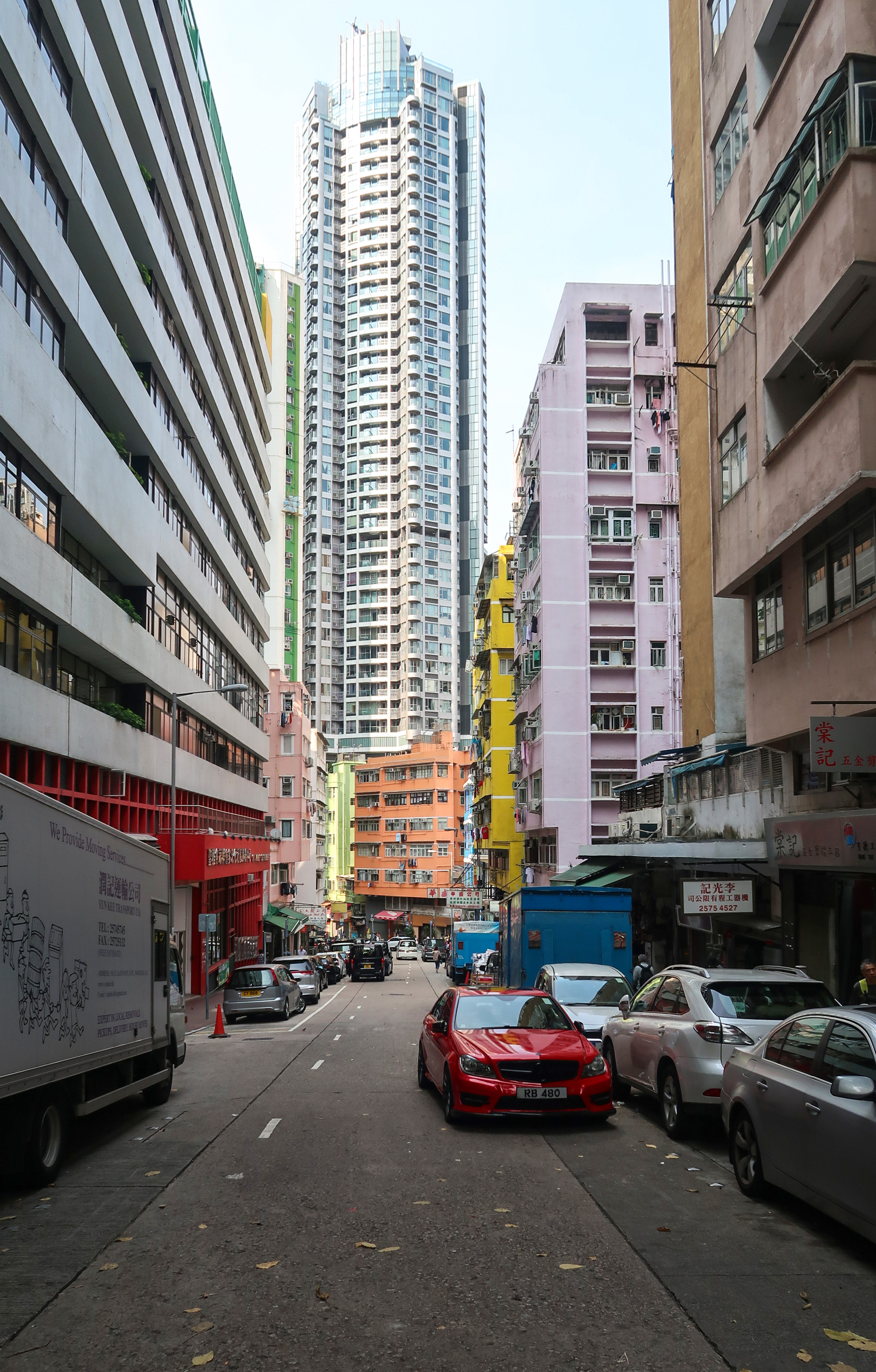
石水渠街望向壹環（2019年）

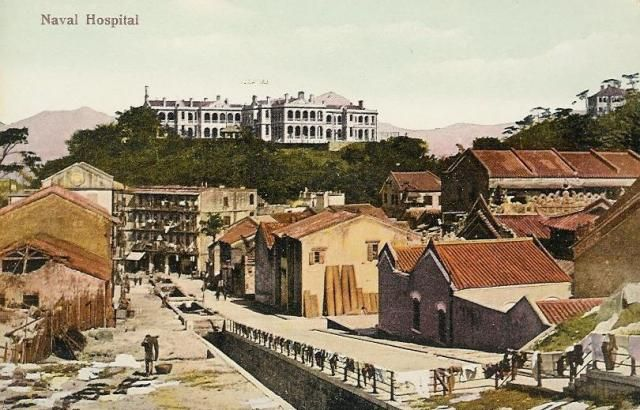
1910年的石水渠街繪圖

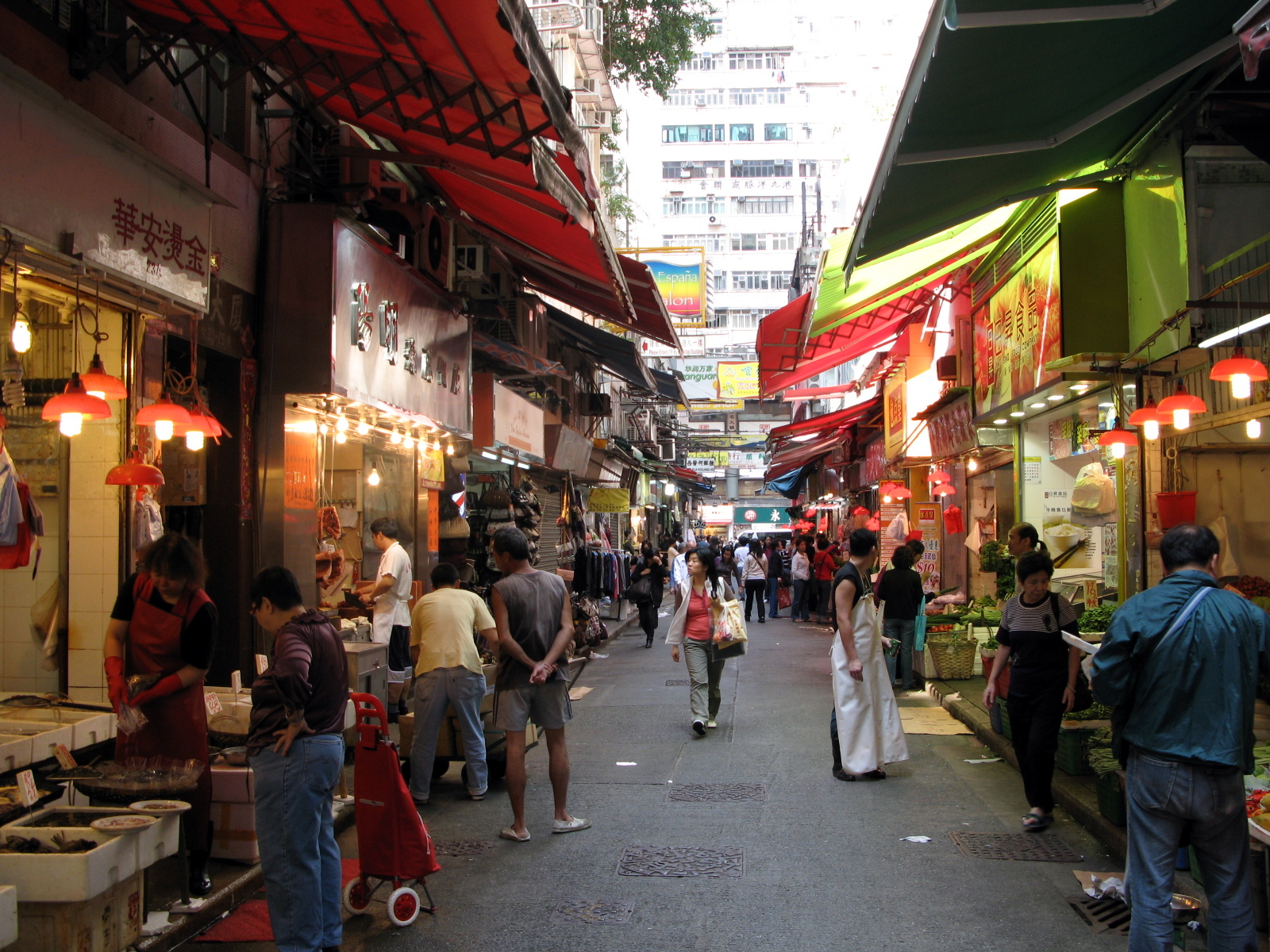
石水渠街的舊式街市（2009年）

街上其中一幢最有名的歷史建築是建於1920年代的藍屋。

## 歷史

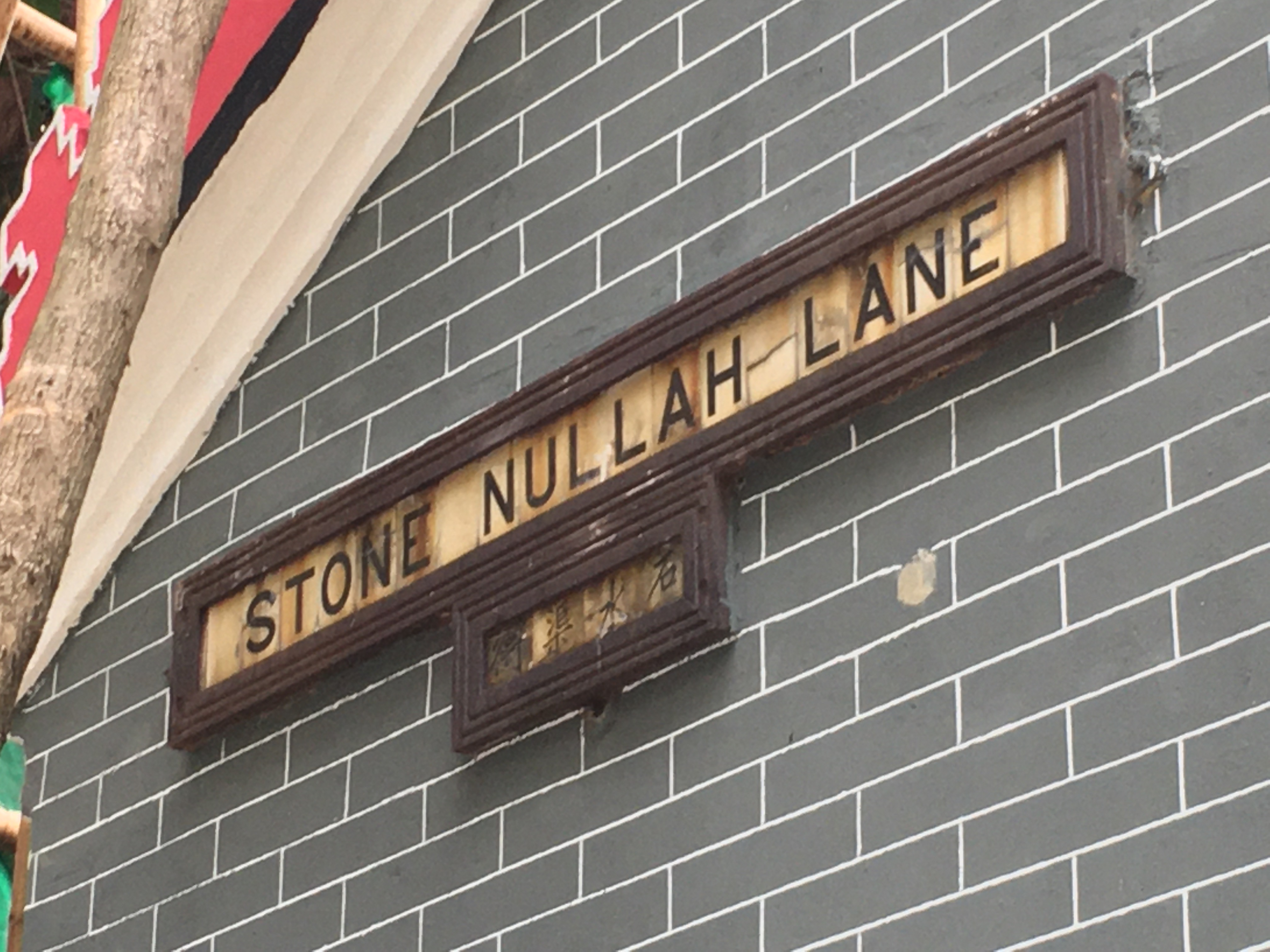
位於石水渠街花園的雙鐵框磁磚T型街道牌

街道命名為石水渠街，是因為那處附近於18世紀曾經有一條石水渠。戰前的香港，港英政府著力建造排水設施，提升城市衛生水平......為了保護低窪地區，港英政府特別開通多條主排水明渠（drainage nullahs），最早一條設於美利兵房附近，Guilford 指該渠名為「美利兵房明渠」（Murray Barracks Nullah），坊間另一說法為「雅賓利明渠」（Albany Nullah）；同時期又有另一條明渠設於域多利兵房，兩條水道皆貫穿海軍的專用船廠區。而今天灣仔的石水渠街，據說早年曾經有一條石水渠，流經醫院山山腳。該水渠於1920年代被逐步填平。商人彭華於1862年的政府土地拍賣中投得大部份石水渠街以東的土地，用以興建住宅和工場。附近的北帝廟於1865年建成。當時石水渠街鄰近是律敦治醫院的前身海軍醫院。 約1901年，南段水渠旁的道路，與原有北段通往灣仔道與莊士敦道之間一段的清溪里，合併並命名為石水渠街。隨著市區發展，通往灣仔道與交加街之間一段石水渠街於2000年永久封閉，後來重建成尚翹峰。

## 鄰近景物
- 舊式街市
- 中醫師及武館
- 大排檔
- 茶餐廳
- 北帝廟
- 藍屋
- 橙屋
- 黃屋
- 舊灣仔郵政局

## 鄰近街道
- 灣仔道
- 皇后大道東
- 太原街
- 交加街
- 莊士敦道

## 圖片集

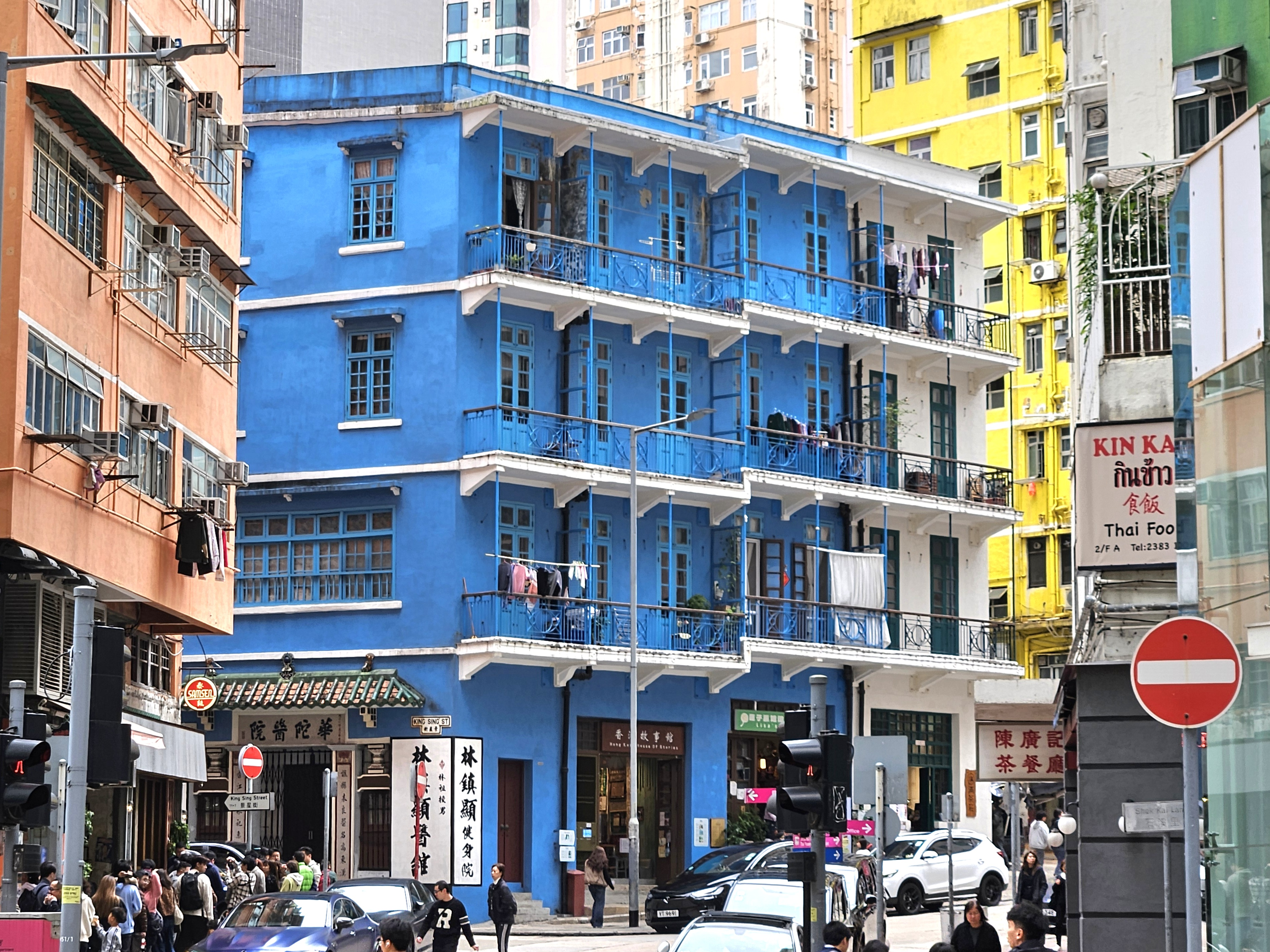
位於石水渠街南段的著名唐樓藍屋
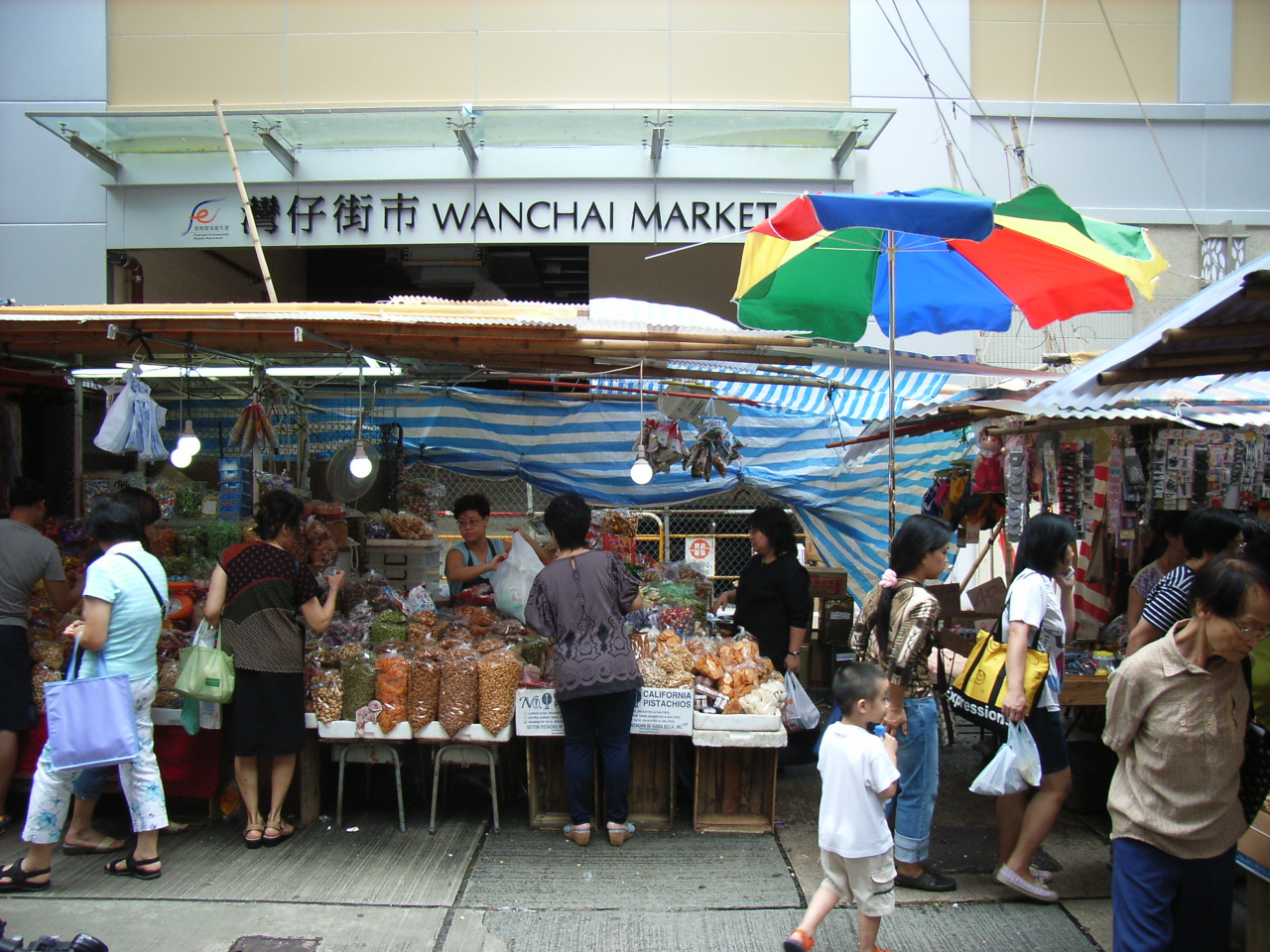
位於石水渠街中段的新灣仔街市大廈，2006年底啟用
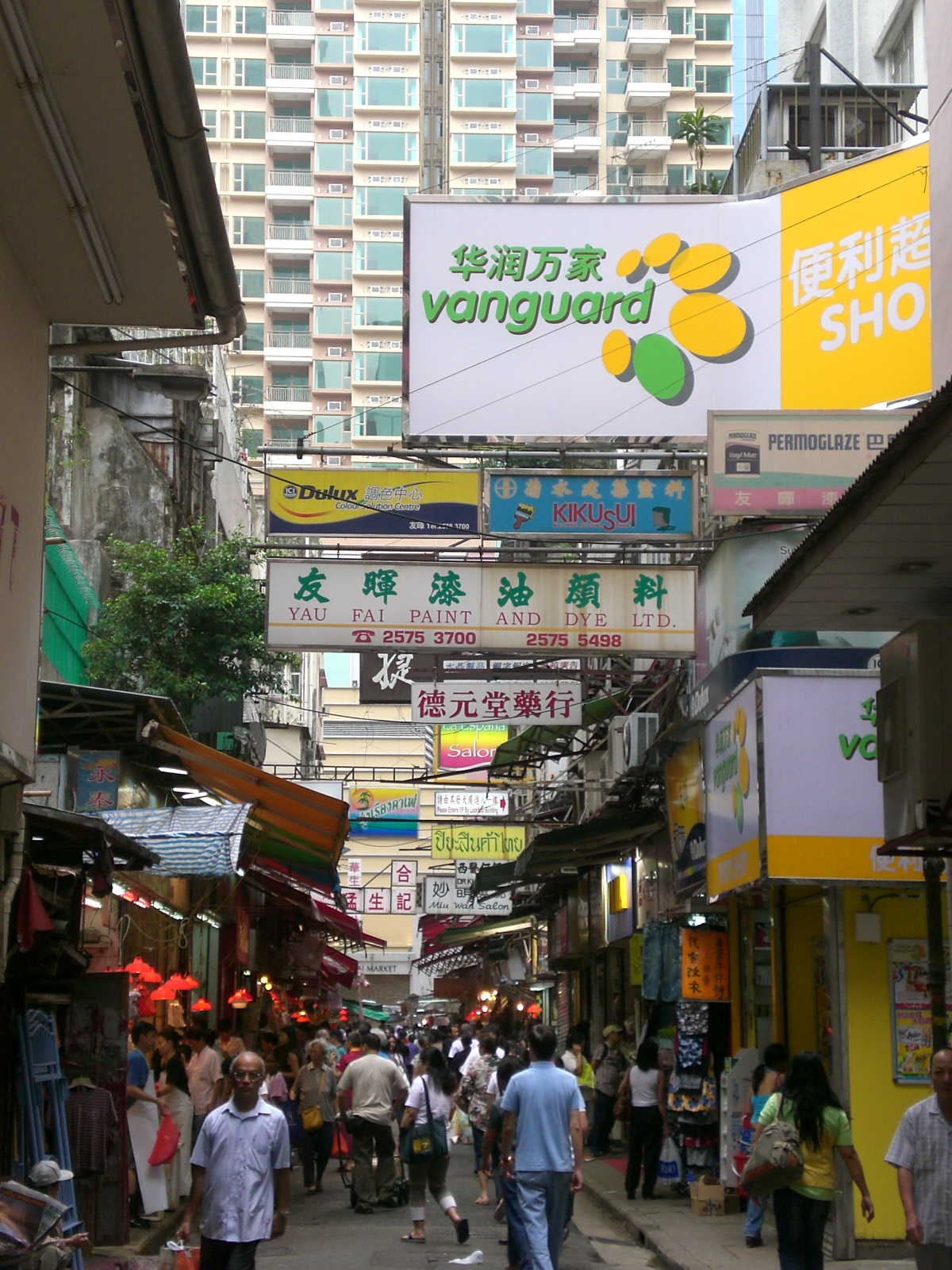
石水渠街北段，背景是2006年入伙的尚翹峰
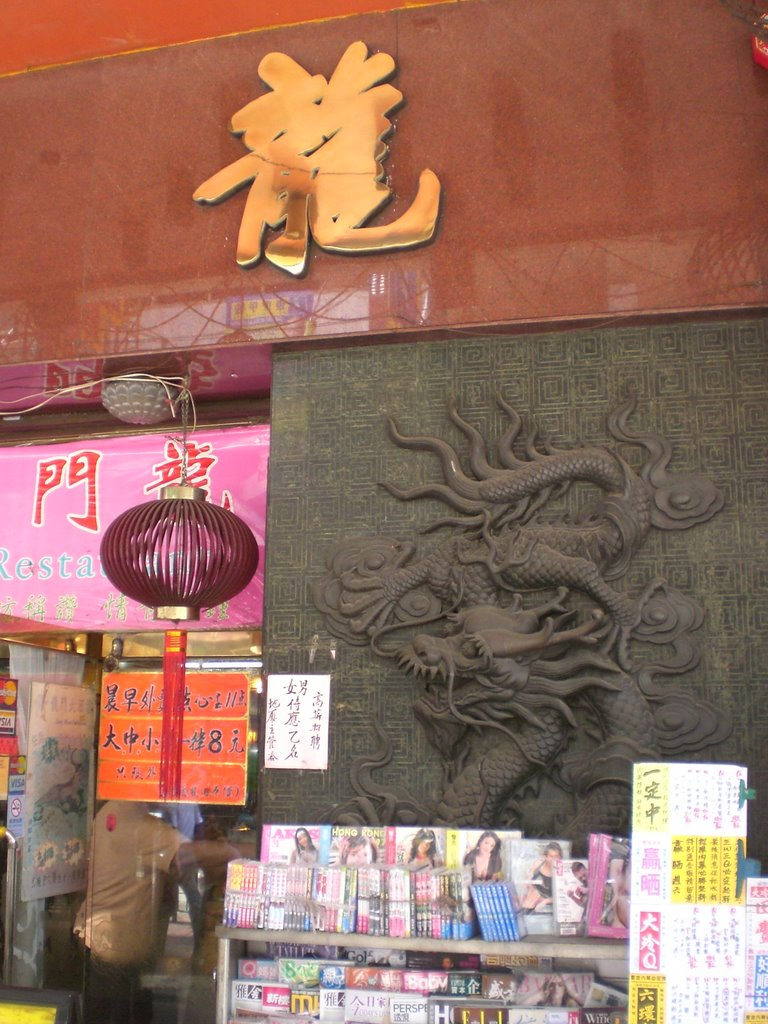
位於石水渠街北端的街景龍門大酒樓門前
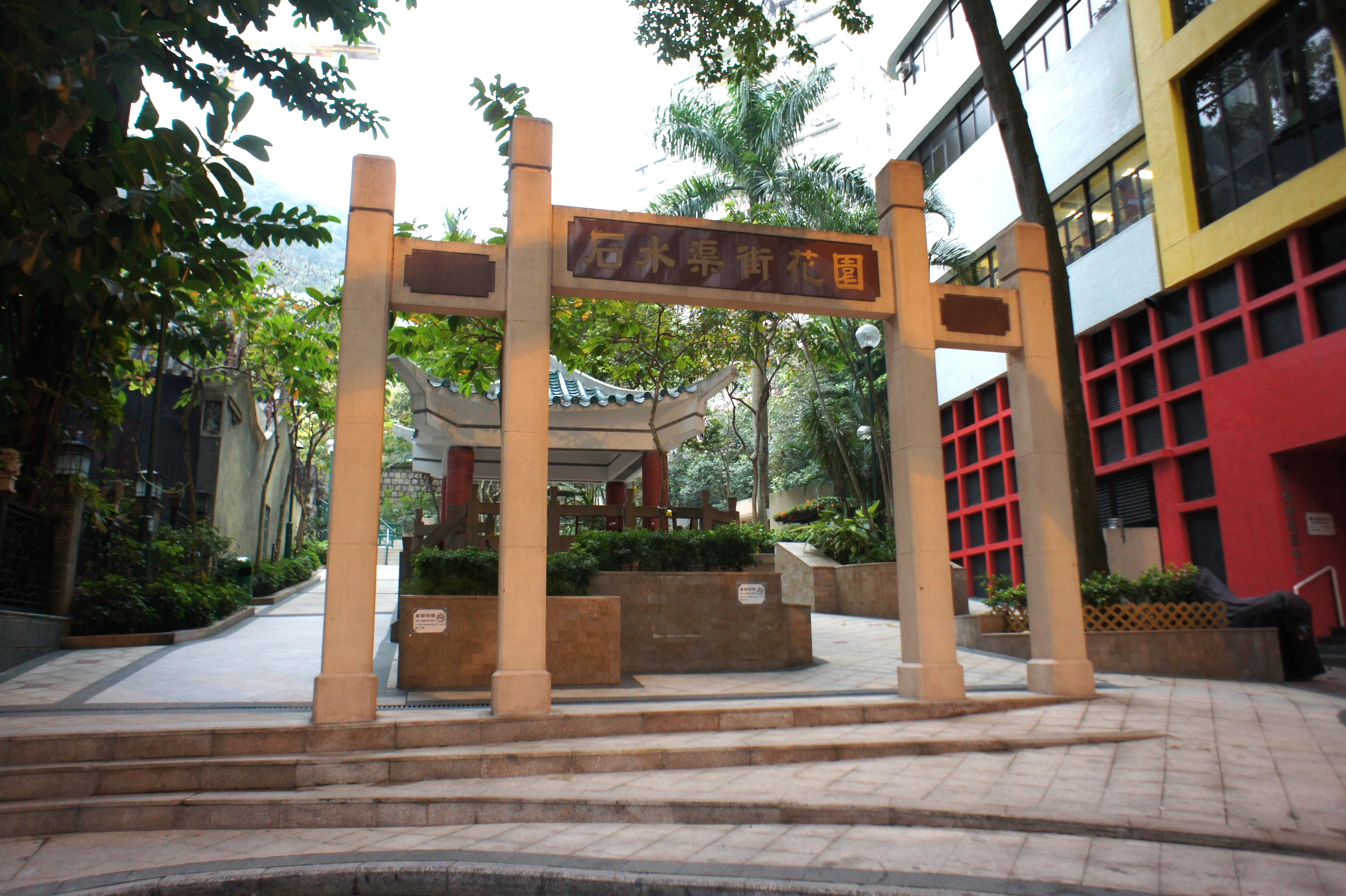
南端之石水渠街花園，左為北帝古廟，右為聖雅各福群會多元化社區服務中心

## 資料來源
1. ↑  . *CUP. 2022-03-23  [2022-08-08]. （原始内容存档于2022-08-08） （美国英语）.
2. ↑  . 【香港行跡】.   [2025-01-20] （中文（香港））.
3. ↑  . 新聞公告. 香港政府. 2000-04-14  [2024-11-28] （中文（香港））.

## 外部連結
- 灣仔石水渠街 地圖[永久]